# Grabowce (Barcice)
Grabowce – część wsi Barcice w Polsce, położona w województwie małopolskim, w powiecie nowosądeckim, w gminie Stary Sącz.
W latach 1975–1998 Grabowce administracyjnie należały do województwa nowosądeckiego.